# 19612 Noordung
19612 Noordung è un asteroide della fascia principale. È stato scoperto nel 1999 e ha un'orbita caratterizzata da un semiasse maggiore di 2,3855860 UA e un'eccentricità di 0,1192763, con un'inclinaizone di 5,88378° rispetto all'eclittica.